# Glúon

Glúons (português brasileiro) ou gluões (português europeu) são partículas fundamentais que agem como partículas de troca (ou bósons de calibre) para a força forte entre quarks, análoga à troca de fótons na força eletromagnética entre duas partículas carregadas.
Os glúons são bósons vetoriais que medeiam as forças fortes de quarks na cromodinâmica quântica (QCD). Os próprios glúons levam a carga de cor da interação forte. Isso é diferente do fóton, que medeia a interação eletromagnética, mas não tem uma carga elétrica. Glúons, portanto, participam da força forte, além de mediá-la, tornando a cromodinâmica quântica significativamente mais difícil de se analisar do que a eletrodinâmica quântica.

## Propriedades
O glúon é um bóson vetorial; como o fóton, que tem um spin de 1. Enquanto partículas de spin 1 com massa possuem três estados de polarização, bósons sem massa, como o glúon, têm apenas dois estados de polarização. Porque na invariância de Gauge é necessário que a polarização seja transversal. Na teoria quântica de campos, a invariância de gauge violada exige que os bósons tenha massa zero (experimento limita a massa de repouso do glúon para menos de um meV/c²). O glúon tem paridade intrínseca negativa.

## Comportamento dos glúons
Ao contrário do único fóton da eletrodinâmica quântica ou dos três bósons W e Z da interação fraca, existem oito tipos independentes de glúons na cromodinâmica quântica.
Isso pode ser difícil de compreender intuitivamente. Quarks realizam três tipos de carga de cor; antiquarks realizam três tipos de anticor. Glúons podem ser pensados como a realização da cor e da anticor, mas para entender corretamente como eles são combinados, é necessário considerar a matemática de carga de cor com mais detalhes.

### Cor de carga e superposição
Na mecânica quântica, os estados das partículas podem ser explicados de acordo com a sobreposição quântica; isto é, elas podem estar em um "estado combinado", com uma probabilidade, se alguma quantidade específica é medida, de dar vários resultados diferentes. Uma ilustração matemática relevante no caso em questão seria um glúon com um estado de cor descrito por:
{\displaystyle (r{\bar {b}}+b{\bar {r}})/{\sqrt {2}}}
Isso é lido como "vermelho-antiazul mais azul-antivermelho". (O factor da raiz quadrada de dois é necessário para a normalização, um detalhe que não é crucial para compreender nesta discussão.) Se fosse de alguma forma capaz de fazer uma medição direta da cor de um glúon neste estado,  haveria 50% de chance de ele ter carga de cor vermelho-antiazul e uma chance de 50% de carga de cor azul-antivermelho.

## Confinamento
Como os próprios glúons carregam carga de cor, eles participam de interações fortes. Essas interações gluon-gluon restringem os campos de cor a objetos semelhantes a cordas chamados "tubos de fluxo", que exercem uma força constante quando esticados. Devido a essa força, os quarks são confinados dentro de partículas compostas chamadas hádrons. Isso limita efetivamente o alcance da interação forte a {\displaystyle 10^{-15}}metros, aproximadamente o tamanho de um núcleon. Além de uma certa distância, a energia da ligação do tubo de fluxo entre dois quarks aumenta linearmente. A uma distância suficientemente grande, torna-se energeticamente mais favorável extrair um par quark-antiquark do vácuo do que aumentar o comprimento do tubo de fluxo.
Uma consequência da propriedade de confinamento de hádrons dos glúons é que eles não estão diretamente envolvidos nas forças nucleares entre hádrons. Os mediadores de força para essas interações são outros hádrons chamados mésons.
Embora na fase normal da QCD os glúons individuais possam não se mover livremente, é previsto que existam hádrons formados inteiramente por glúons - chamados glúons ligados (glueballs). Também existem conjecturas sobre outros hádrons exóticos nos quais os glúons reais (em oposição aos virtuais encontrados em hádrons ordinários) seriam os constituintes primários. Além da fase normal da QCD (em temperaturas e pressões extremas), forma-se um plasma quark-glúon. Nesse plasma, não existem hádrons; quarks e glúons se tornam partículas livres.

## Observações experimentais
Quarks e glúons (coloridos) se manifestam fragmentando-se em mais quarks e glúons, que por sua vez hadronizam-se em partículas normais (sem cor), correlacionadas em jatos. Conforme revelado nas conferências de verão de 1978, o detector PLUTO no colisor elétron-pósitron DORIS (DESY) produziu as primeiras evidências de que os decaimentos hadrônicos da ressonância muito estreita Υ(9.46) poderiam ser interpretados como topologias de eventos de três jatos produzidos por três glúons. Posteriormente, análises publicadas pelo mesmo experimento confirmaram essa interpretação e também a natureza de spin = 1 do glúon (ver também o relato e os experimentos PLUTO).
No verão de 1979, em energias mais altas no colisor elétron-pósitron PETRA (DESY), novamente foram observadas topologias de três jatos, agora interpretadas como bremsstrahlung de gluon qq, agora claramente visíveis, pelos experimentos TASSO, MARK-J e PLUTO (posteriormente, em 1980, também pelo JADE). A propriedade de spin = 1 do glúon foi confirmada em 1980 pelos experimentos TASSO e PLUTO (ver também a revisão). Em 1991, um experimento subsequente no anel de armazenamento LEP no CERN confirmou novamente esse resultado.
Os glúons desempenham um papel importante nas interações fortes elementares entre quarks e glúons, descritas pela QCD e estudadas particularmente no colisor elétron-próton HERA no DESY. O número e a distribuição de momento dos glúons no próton (densidade de glúons) foram medidos por dois experimentos, H1 e ZEUS, nos anos de 1996 a 2007. A contribuição do glúon para o spin do próton foi estudada pelo experimento HERMES em HERA. A densidade de glúons no próton (quando se comportando de forma hadrônica) também foi medida.
O confinamento de cor é verificado pelo fracasso das buscas por quarks livres (buscas por cargas fracionárias). Os quarks normalmente são produzidos em pares (quark + antiquark) para compensar os números quânticos de cor e sabor; no entanto, no Fermilab, foi demonstrada a produção única de quarks top. Não houve demonstração de glueball.
O desconfinamento foi alegado em 2000 no CERN SPS em colisões de íons pesados, e isso implica um novo estado da matéria: plasma quark-gluon, menos interativo do que no núcleo, quase como em um líquido. Foi encontrado no Relativistic Heavy Ion Collider (RHIC) em Brookhaven nos anos de 2004 a 2010 por quatro experimentos contemporâneos. Um estado de plasma quark-gluon foi confirmado no Large Hadron Collider (LHC) do CERN pelos três experimentos ALICE, ATLAS e CMS em 2010.
A instalação Continuous Electron Beam Accelerator Facility do Jefferson Lab, em Newport News, Virgínia, é uma das 10 instalações do Departamento de Energia que fazem pesquisa sobre glúons. O laboratório da Virgínia estava competindo com outra instalação - o Brookhaven National Laboratory, em Long Island, Nova York - por fundos para construir um novo colisor elétron-íon. Em dezembro de 2019, o Departamento de Energia dos EUA selecionou o Brookhaven National Laboratory para sediar o colisor elétron-íon.